# Maximiliano Alonso
Maximiliano Alonso (Córdoba, 19 de julio de 1974) es un economista y conferencista argentino, reconocido por haberse desempeñado como Director Titular por Argentina y Colombia del Banco Centroamericano de Integración Económica, y por su asociación con otras organizaciones como el Consejo Nacional de la Juventud de España y el Observatorio de Responsabilidad Social de América Latina y El Caribe de la Unesco.
Desde Bruselas, fundó las organizaciones CONEXX EUROPE y Forum Trees, enfocadas en el diálogo bilateral y la cooperación entre la Unión Europea y América Latina. Ha impartido conferencias en instituciones educativas de América Latina y la Unión Europea y ha publicado variedad de artículos en revistas especializadas de la Asociación de Estudios Latinoamericanos y de las universidades de Barcelona, Bruselas y Oxford, entre otras.
A partir de enero de 2023, Maximiliano Alonso trabaja en CAF - banco de desarrollo de América Latina y el Caribe. Inicialmente se desempeñó como Consultor Senior de la vicepresidencia corporativa y programación estratégica para Honduras en Francisco Morazán, Honduras, hasta agosto de 2024. Desde agosto de 2024, ocupa el cargo de Senior Adviser for Mexico and Central America, con sede en Honduras.

## Biografía

### Primeros años y estudios
Alonso nació en Córdoba, Argentina el 19 de julio de 1974. En 2004 finalizó estudios de diplomatura en Dirección de Recursos Humanos en el Centro de Estudios Financieros (CEF), y dos años más tarde ganó una beca de la Universidad Libre de Bruselas en Bélgica, donde cursó estudios de predoctorado en Administración Pública. Al mismo tiempo ingresó en la Solvay Brussels School of Economics and Management, en la que cursó una maestría en Management de Administración Pública, obteniendo su grado en 2007.
En 2018 cursó un doctorado en Economía en la Atlantic International University, y tres años después obtuvo un diploma en Administración de Estrategia Financiera en la Saïd Business School, escuela de negocios de la Universidad de Oxford.

### Carrera

#### Primeros años, CONEXX EUROPE y Forum Trees
En 1996 se vinculó profesionalmente con la Asociación Civil Apertura Solidaria (ACAS) y en el año 2000 se unió a la Fundación para el Desarrollo Cultural, Económico y Social (FUNDCES). Un año después inició su labor como funcionario público, vinculándose a la Agencia Córdoba Cultura del Gobierno de Córdoba. Mientras cursaba estudios en la Universidad Libre de Bruselas, fundó el Centro Latinoamericanista en dicha institución, proyecto cuyo objetivo era conectar los programas europeos de financiación y asistencia con América Latina. En la organización ofició además como coordinador de proyectos del Programa Marco de Ciencia, Técnica e Innovación de la Unión Europea para Latinoamérica.
Radicado en Bruselas, en 2009 fundó CONEXX EUROPE, una entidad sin ánimo de lucro con el objetivo de «facilitar y promover actividades de investigación, cooperación y desarrollo» entre Europa y otras regiones del mundo. Se desempeñó como director general de la organización hasta 2020, tiempo en el que asesoró en temas de desarrollo económico y cooperación científica entre Latinoamérica y Europa, y promovió diversos proyectos de cooperación internacionales que contaron con financiación de organismos internacionales.
También en la capital belga cofundó Forum Trees en 2012, un proyecto enfocado en el diálogo biregional entre América Latina y la Unión Europea. Un año después se convirtió en coordinador de la red de investigadores argentinos para Luxemburgo y Bélgica, cargo que ocupa al día de hoy. En 2015 fue nombrado asesor principal para temas de empleo en el Consejo Nacional de la Juventud de España, y en 2018 se vinculó al directorio del Observatorio de Responsabilidad Social de América Latina y El Caribe de la Unesco.

#### Banco Centroamericano de Integración Económica y actualidad
En 2020, fue nombrado Director Titular por Argentina y Colombia del Banco Centroamericano de Integración Económica, en el que se desempeñó además como presidente de los comités de Acceso a la Información y de Directores de Estrategia, Programación y Evaluación. Participó en la firma de acuerdos como Nueva Estrategia Ambiental y Social, Plan Operativo 2020-2023, Marco de Resultados Corporativos, entre otros.
Lideró el acuerdo de Política de Acceso a la Información de la entidad, primera iniciativa en dicha materia desde su creación. Durante su dirección, el banco se incorporó al Grupo de Cooperación en Materia de Evaluación (ECG) y ha participado en foros estratégicos internacionales. En la actualidad se encuentra desarrollando un proyecto de creación de un Centro Regional de Innovación.

#### CAF - Banco de desarrollo de América Latina y el Caribe
Durante 2023, Maximiliano Alonso se desempeñó como Consultor Senior en la Vicepresidencia Corporativa y Programación Estratégica para Honduras. En este rol, ha sido una figura clave en la promoción de proyectos significativos para el desarrollo regional, destacándose en la coordinación y el liderazgo de iniciativas transnacionales.
A partir de agosto de 2024 y hasta la actualidad, Maximiliano asumió el cargo de Senior Adviser para México y Centroamérica. En este nuevo rol, ha continuado su labor de fortalecimiento de la cooperación regional, enfocándose en la sostenibilidad y el desarrollo económico.
A lo largo de su carrera ha dictado conferencias en instituciones educativas de América Latina, el Caribe y la Unión Europea, y ha publicado diversos artículos en revistas especializadas de la Asociación de Estudios Latinoamericanos y las universidades de Oxford, Barcelona y Bruselas, entre otras. Ha colaborado además con la Comisión Europea y el Parlamento Europeo en programas de diálogo científico entre México, Argentina, El Caribe y Centromaérica y la Unión Europea.

## Obras
- Responsabilidad social universitaria y ciudadanía planetaria: una cuestión pendiente
- Ante la Covid-19: la banca para el desarrollo y la nueva normalidad en América Latina
- Estudio sobre la memoria: perspectivas actuales
- Ideas y personas: dos pilares de apoyo a las políticas europeas en las áreas de ciencia, tecnología e innovación
- Universidad socialmente responsable: orientaciones para el cambio sistémico
- La responsabilidad social universitaria en función del contexto